# 윤승선
윤승선(尹昇善, 1904년 8월 7일 - 1966년 7월 20일)은 일제강점기와 대한민국의 군인이며, 대한민국의 해군, 해병대 창설에 참여하였다. 교육자 윤치오의 넷째 아들이며 윤영렬의 손자이다. 4대 대통령 윤보선의 사촌 동생이며, 군의관 윤치왕의 5촌 조카이다. 본관은 해평(海平)이다.
일제강점기에 황해도청 내무부 서기로 임용되었다가 1939년 입대하여 일본 관동군에서 복무했다. 해방 후 귀국하여 손원일의 해사대에 참여했고, 1947년 민간 기업에 근무했다. 1948년 4월 군 입대 이후 대한민국 해군과 대한민국 해병대의 창군주역으로 참여, 활동했고 6.25 전쟁에는 해병대 제1전투단 소속으로 참전하였다.

## 생애
1904년 경성부에서 태어났으며 아버지는 대한제국의 관료 윤치오이고, 어머니는 그의 첫 부인 이숙경(李淑卿)이다. 한국의 초기 해부학, 병리학자이자 서울대학교 의과대학 교수이며 부총장과 총장을 지낸 윤일선은 그의 형이다. 상공부장관과 서울특별시장, 대한민국의 4대 대통령을 역임한 윤보선은 그의 사촌 형이다. 조선의 계몽사상가이자 사회운동가 좌옹 윤치호는 그의 5촌 당숙이 된다.
그는 키가 컸다 한다. 경성고등공업학교를 졸업하고, 1928년 황해도 내무부 토목과 토목기수로 부임하였다. 1929년 황해도 내무부 토목과 건축기수가 되었다. 1928년 12월 28일 이만구의 딸 이을남과 혼인하였다. 그런데 다음 달인 1929년 1월 13일에 다시 결혼식이 보도된다. 1929년 1월 13일 이만구의 딸 이을남과 혼인하였다. 이을남은 용인군 출신으로, 당시 용인군 동남면 천이리(泉二里) 신부 집에서 결혼식을 올렸다 한다. 1931년 7월 14일 황해도청 토목기수, 회계과 계원으로 발령, 1939년까지 재직했다. 그 뒤 일본군에 입대, 관동군사령부 대위, 일본군 관동군사령부 시설장교를 역임하였다.
1945년 8월 15일 광복 후 귀국, 8월 21일 손원일의 해사협회(海事協會, Marine Affairs Association) 조직에 참여하였고, 11월 21일 역시 손원일, 정긍모(鄭兢謨) 등이 서울 안동교회에서 창설한 해방병단 창립에 참여하였다.
1945년 9월 2일 미군정이 주둔하면서 9월 15일 미군정청 건축서 공사과장이 되었다. 미군정 공사과장직을 사임한 시점은 알려져 있지 않다. 1947년 4월 28일 서울 종로구 관훈동 112번지에 토목, 건축, 수로 공사를 감독하는 회사 응용공업주식회사(應用工營株式會社) 창립에 참여하고, 취체역 부사장이 되었다.
이후 1948년 4월 다시 군에 입대 국군 해군 창설에 참여하였으며, 백두산함 인수에 관여하였고, 1948년 9월 해군이 창설되어 해군 장교가 됐다. 6.25 전쟁 발발때에는 해군 소위로, 해병대 제1전투단의 11중대 1소대장으로 39고지에 참전, 중국 인민군과 교전했다. 1950년 11월 23일에는 정찰을 마치고 돌아온 함재기가 진해와 거제도 사이의 해상에서 추락하자, 윤승선은 당시 와병중이었으나 직접 바닷물에 입수, 함재기를 찾아내 화제가 되었다. 그뒤 해군 소령으로 승진, 51년 8월 3대 해군 시설감으로 임명되었다.
휴전 후 중령으로 진급, 해병대 제1상륙사단 공병참모를 거쳐, 대령으로 진급하였고 해군본부 시설감, 해병대본부 공병감 등을 지냈다. 해병대 공병감으로 재직 중, 인천 서구 금곡동에 해병대 교육단 부지를 마련하고 해병교육단의 설계와 시공을 감독하였다.
제2공화국 당시 해병대 대령으로 재직 중이었다. 1963년 민주당 고문 겸 당무위원을 역임했다.

## 가족 관계
- 할아버지 : 윤영렬(尹英烈, 1854년 음력 4월 15일 - 1939년 양력 11월 4일)
- 아버지 : 윤치오(尹致旿, 1869년 음력 8월 5일 - 1949년 양력 12월 2일)
- 어머니 : 이숙경(李淑卿, 1869년 - 1909년)
  - 형: 윤일선(尹日善, 1896년 10월 5일 - 1987년 6월 22일)
  - 형수 : 조마구례(趙瑪玖禮, 다른 이름은 조영숙(趙榮淑) 또는 Margaret Young Sook Cho, 1901년 12월 14일 ~ 2003년 8월 9일)
    - 조카 : 윤탁구(尹鐸求, 의사·원자력 병원장 역임

  - 형: 윤명선(尹明善, 1900년 9월 1일 - 1946년 2월 11일)
  - 형: 윤왕선(尹旺善, 1902년 1월 - 1926년 8월 20일)
  - 누나: 윤시선(尹時善, 1898년 5월 30일 ~ ?), 화가, 1950년 8월 30일 납북됨
    - 자형: 민원식(閔瑗植, 1898년 - ?) - 독립운동가, 민영환의 6촌인 민영철의 셋째 아들, 독립운동가 김규식의 보좌진, 1950년 8월 30일 납북됨

  - 여동생: 윤정선(尹晶善, 1908년 7월 8일 - ?)
- 계모: 윤고려(尹高麗, 1891년 4월 14일 ~ 1913년 12월 28일) - 김윤정(金潤晶)의 딸[7] 윤고려는 본래 김씨이나 남편을 따라 성을 바꾸었다.[8][9]
  - 여동생 : 윤융희[10]
  - 동생 : 윤욱선
  - 동생 : 윤창선[10]
- 계모: 현송자(玄松子, 1899년 5월 16일 ~ 1978년)
  - 동생: 윤영선(尹暎善, 1922년 11월 11일 - )
  - 동생: 윤대선(1929년 2월 23일 - 1939년 11월 30일)
  - 여동생: 윤효선(尹曉善, 1925년 4월 7일 - )
- 부인 : 이을남(李乙南, 우봉이씨, 1911년 8월 3일 - ?) 이병도의 6촌 여동생, 이만구(李萬九)의 딸
  - 아들: 윤광구(尹光求, 1932년 - 1996년 8월 24일) 해군 대령으로 예편, 영풍산업 감사
  - 며느리 : 이강옥(李崗玉, 전주이씨, 1938년 ~ ), 이두철(李斗喆)의 딸
    - 손녀: 윤선영
    - 손자: 윤보영
    - 손자: 윤호영

  - 아들: 윤원구(尹元求, 1934년 - ), 기업인, 금호석유 상무, 화승 전무
  - 며느리 : 박원준(朴元濬[11]), 상공부 차관 박상운(朴商雲)의 3녀
    - 손자 : 윤원영

  - 딸: 윤순구
  - 사위: 이정춘
  - 딸: 윤환구
  - 사위: 이흥종
    - 외손녀 : 이윤진
    - 외손 : 이상우
    - 외손 : 이상엽
    - 외손녀 : 이수진
- 숙부 : 윤치소(尹致昭, 1871년 음력 8월 25일 - 1944년 양력 2월 20일)

## 같이 보기
- 윤치소
- 윤치오
- 윤치왕
- 윤보선

## 관련 서적
- 김성은, 《국방의 멍에》
- 한국사회과학연구소, 《미군정과 교육정책》 (민영사, 1992) 157페이지</ref>, 관동군사령부 시설장교를 역임하였다.
- 임종국, 《실록 친일파》 (반민족문제연구소, 1991)